# Шоманешти (Горж)
Шоманешти (рум. Șomănești) насеље је у Румунији у округу Горж у општини Телешти. Oпштина се налази на надморској висини од 175 m.

## Становништво
Према подацима из 2002. године у насељу је живело 747 становника, од којих су сви румунске националности.